# Litle Skorpa
Litle Skorpa ou Litla Skorpo est une île norvégienne du comté de Hordaland appartenant administrativement à Austevoll.

## Description
Rocheuse et couverte d'une légère végétation, elle s'étend sur environ 429 m de longueur pour une largeur approximative de 317 m. 